# 戈爾達赫河 (伊薩爾河支流)
48°25′4.54″N 11°52′43.43″E / 48.4179278°N 11.8787306°E

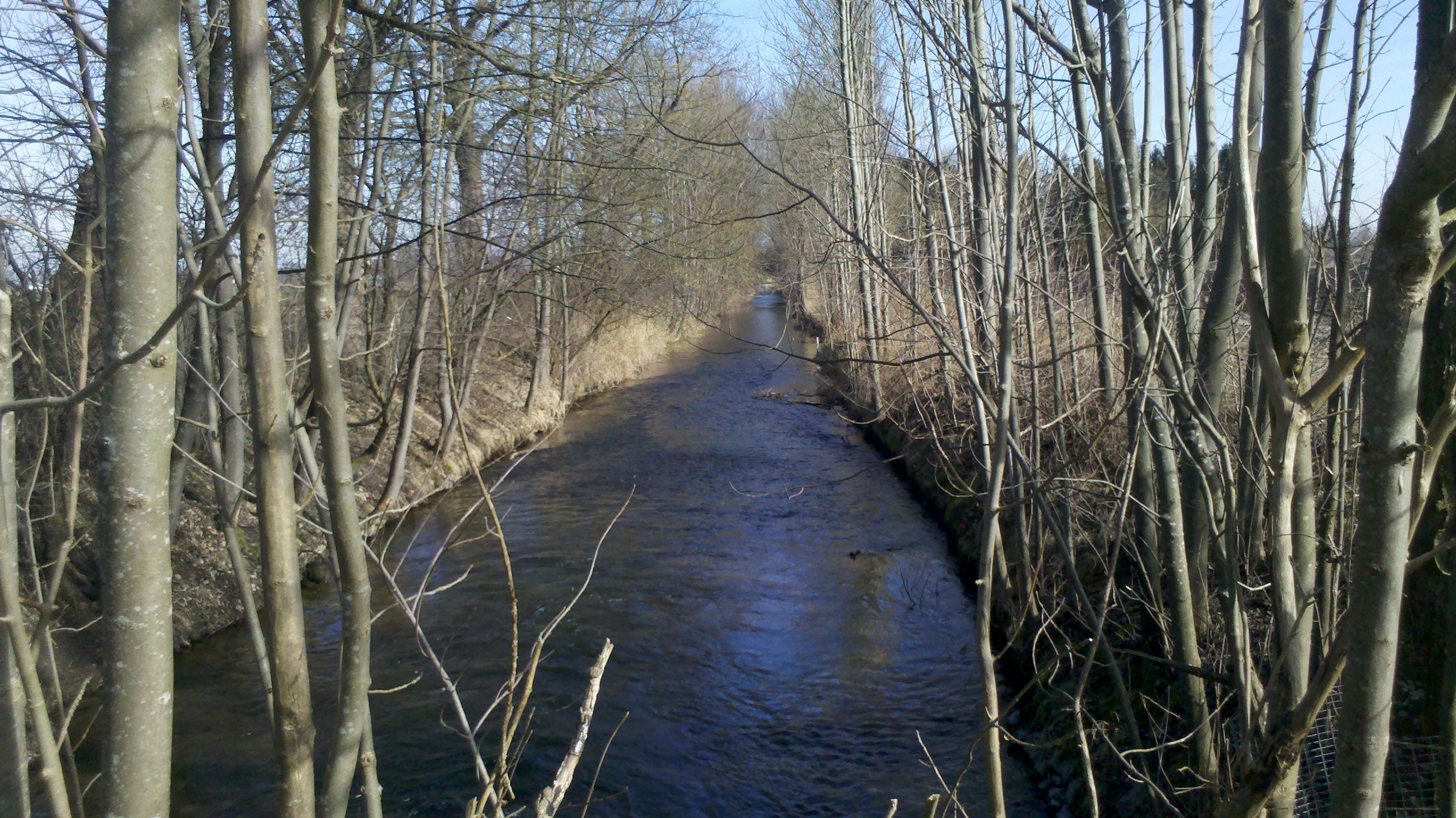

戈爾達赫河是德國的河流，位於該國東南部，由巴伐利亞負責管轄，屬於伊薩爾河的右支流，河道全長36公里，流域面積78平方公里。